# Col du Soudet
Le col du Soudet, ou col de Soudet, est un col de montagne des Pyrénées occidentales d'une altitude de 1 533 mètres, situé dans le département français des Pyrénées-Atlantiques, en région Nouvelle-Aquitaine.

## Toponymie
Le nom béarnais Soudet est issu du basque Sodeytu, de so signifiant « aspect » et odeytu « nuagueux », du fait que la cime de cette montagne est souvent couverte de nuages.

## Géographie

### Topographie
Le col de Soudet est situé dans les Pyrénées-Atlantiques, près de la frontière franco-espagnole, à quelques kilomètres du gouffre de La Pierre Saint-Martin et de la station de sports d'hiver dite aussi La Pierre Saint-Martin.
Il relie la vallée de Barétous et la vallée de Soule, les communes de Arette et Tardets-Sorholus, les provinces du Béarn et du Pays basque, sur la D132 qui mène à la station de ski de La Pierre Saint-Martin, ainsi qu'au col de la Pierre Saint-Martin distant de trois kilomètres et se trouvant sur la frontière.

## Activités

### Cyclisme
Le col de Soudet est très connu des cyclo-touristes. Le Tour de France l'a souvent emprunté.

#### Profil
- de Tardets Sorholus en passant par le col de Suscousse, 30,3 km d'ascension à 4,4 % (1 323 m de dénivelé), dont 21,5 km à 5,5 % (dénivelé de 1 230 m) à partir du carrefour D 26 - D 113 ;
- d'Arette et de La Mouline, ascension de 22 km à 5,5 % (1 220 m de dénivelé) dont 14,7 km à 7,3 % (dénivelé de 1 090 m), à partir de La Mouline.

#### Tour de France
Le col de Soudet a été escaladé pour la première fois dans le Tour en 1987. Il y a déjà eu huit ascensions classées dans le Tour de France (dont une étape neutralisée en 1995, à la suite de l'accident de Fabio Casartelli). Le col du Soudet a été gravi de nouveau dans la 10e étape du Tour 2006, Cambo-les-Bains-Pau et passé à la descente du col de la Pierre Saint-Martin lors de la 16e étape de l'édition 2007.
| Année | Étape | Catégorie | Premier au sommet  | Sens                                                    |
| ----- | ----- | --------- | ------------------ | ------------------------------------------------------- |
| 1987  | 13    | HC        | Robert Forest      | depuis Sainte-Engrâce                                   |
| 1991  | 12    | 1         | Pascal Richard     | depuis Sainte-Engrâce                                   |
| 1995  | 16    | 1         | Étape neutralisée  | depuis Arette                                           |
| 1996  | 17    | 1         | Neil Stephens      | depuis Arette                                           |
| 2003  | 16    | 1         | Kurt van de Wouwer | depuis Arette                                           |
| 2006  | 10    | HC        | Cyril Dessel       | depuis Sainte-Engrâce                                   |
| 2007  | 16    | -         | -                  | descente depuis le col de la Pierre Saint-Martin        |
| 2015  | 10    | -         | Christopher Froome | depuis Arette vers la station de La Pierre Saint-Martin |
| 2020  | 9     | 3         | Marc Hirschi       | depuis le col de Suscousse                              |
| 2023  | 5     | HC        | Felix Gall         | depuis Sainte-Engrâce                                   |

#### Tour d'Espagne
Omar Fraile gravit en tête le col de Soudet depuis Sainte-Engrâce lors de la 14e étape du Tour d'Espagne 2016.

### Autres sports
On peut y faire des randonnées (ascension du pic d'Anie, traversée vers le cirque de Lescun, etc.), du ski et de la spéléologie.